# Brantley Gilbert

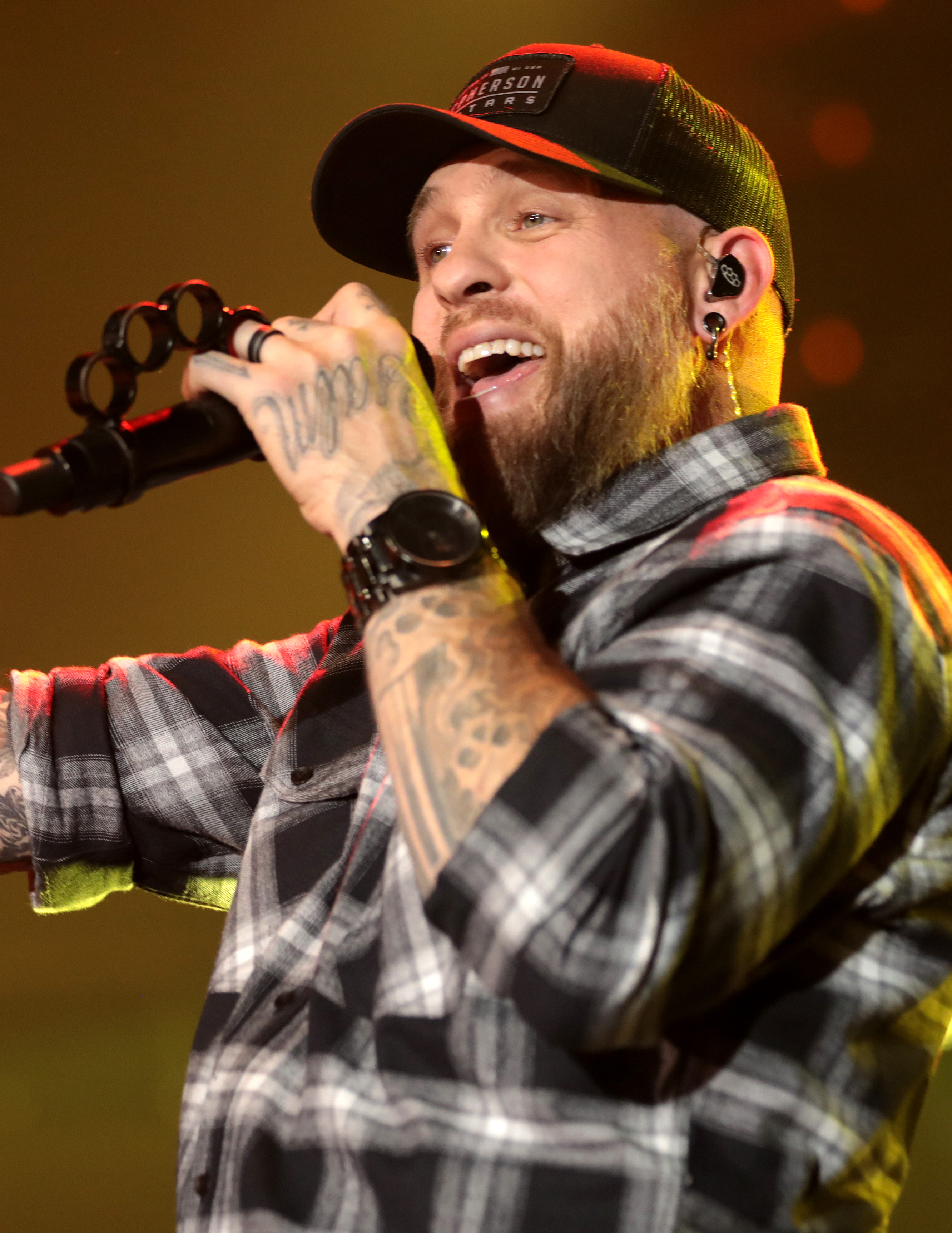
Brantley Gilbert (2021)

Brantley Keith Gilbert (* 20. Januar 1985 in Jefferson, Georgia) ist ein US-amerikanischer Country-Rock-Sänger. 

## Biografie
Brantley Gilbert wuchs mit der Country- und Rockmusik der Südstaaten auf. Mit 19 Jahren hatte er einen schweren Autounfall, als er mit einem Truck betrunken von der Straße abkam. Das Ereignis und seine Verarbeitung bildete den Anfang seiner Musikkarriere. Erst trat er als Solomusiker mit selbstgeschriebenen Songs auf und gründete dann eine eigene Band.
Schließlich ging er nach Nashville, wo er einen Songwriter-Vertrag bei Warner Chappell Publishing unterschrieb. Er schrieb unter anderem für Jason Aldean und Colt Ford. Sein erstes Album mit dem Titel A Modern Day Prodigal Son veröffentlichte er 2009 bei Colt Fords Independent-Label Average Joe’s, hatte damit aber nur bescheidenen Erfolg. Als auch sein zweites Album Halfway to Heaven ein Flop zu werden drohte, ging er damit zu Valory Music. Hier schaffte es sein Song Country Must Be Country Wide auf Platz eins der Country-Charts. 
Mit You Don’t Know Her Like I Do konnte er ein zweites Mal die Spitzenposition einnehmen, und beide Songs kamen auch in die Top 50 der offiziellen Singlecharts. Das Album stieg auf Platz zwei der Country-Charts und hielt sich über drei Jahre in der Hitparade. In den offiziellen Verkaufscharts kam es auf Platz vier und wurde für über eine Million verkaufte Exemplare mit Platin ausgezeichnet. Auch die beiden Singles waren Millionenseller. Bei den ACM Awards wurde Gilbert als New Male Vocalist of the Year ausgezeichnet.
Das dritte Album von Brantley Gilbert, Just as I Am, erschien 2014 und stieg sofort auf Platz eins der Country-Charts ein. Produziert wurde es von Dann Huff. Mit Bottoms Up brachte es eine weitere Country-Nummer-eins und Millionenseller hervor, der es bis auf Platz 20 der offiziellen Charts brachte.

## Diskografie
Studioalben

| Jahr | Titel Musiklabel                       | Höchstplatzierung, Gesamtwochen, AuszeichnungChartplatzierungen (Jahr, Titel, Musiklabel, Platzierungen, Wochen, Auszeichnungen, Anmerkungen) | Höchstplatzierung, Gesamtwochen, AuszeichnungChartplatzierungen (Jahr, Titel, Musiklabel, Platzierungen, Wochen, Auszeichnungen, Anmerkungen) | Anmerkungen                                               |
| Jahr | Titel Musiklabel                       | US | Country | Anmerkungen                                               |
| ---- | -------------------------------------- | --- | --- | --------------------------------------------------------- |
| 2009 | A Modern Day Prodigal Son Average Joes | US38 (3 Wo.)US | Country58 (35 Wo.)Country | Erstveröffentlichung: 27. Oktober 2009                    |
| 2010 | Halfway to Heaven Average Joes         | US4 Platin · (135 Wo.)US | Country2 (171 Wo.)Country | Erstveröffentlichung: 16. März 2010 Verkäufe: + 1.000.000 |
| 2014 | Just as I Am Valory Records            | US2 Platin · (101 Wo.)US | Country1 (114 Wo.)Country | Erstveröffentlichung: 19. Mai 2014 Verkäufe: + 1.000.000  |
| 2017 | The Devil Don’t Sleep Valory Records   | US2 Gold · (25 Wo.)US | Country1 (60 Wo.)Country | Erstveröffentlichung: 27. Januar 2017 Verkäufe: + 500.000 |
| 2019 | Fire & Brimstone Valory Records        | US9 (8 Wo.)US | Country1 (19 Wo.)Country | Erstveröffentlichung: 4. Oktober 2019                     |
| 2022 | So Help Me God Valory Records          | — | Country35 (1 Wo.)Country | Erstveröffentlichung: 10. November 2022                   |
| 2024 | Tattoos Valory Records                 | — | Country42 (1 Wo.)Country | Erstveröffentlichung: 13. September 2024                  |